# Balatun
Balatun je naseljeno mjesto u sastavu Grada Bijeljine, Republika Srpska, BiH.

## Povijest
U povijesti se spominje kao župa Balatino. Pripadala je pripadala samostanu u Olovu. Spominje je dokument iz 1623., izvješće provincijala fra Marijana Pavlovića, tj. bosanskih franjevaca fra Jure iz Neretve i fra Pavla Papića, spominje župu Balatino koja pripada samostanu Olovo.

## Stanovništvo
| Balatun            |                |                |                |
| godina popisa      | 1991.          | 1981.          | 1971.          |
| Srbi               | 1.277 (97,85%) | 1.294 (92,42%) | 1.432 (99,16%) |
| Hrvati             | 4 (0,30%)      | 5 (0,35%)      | 4 (0,27%)      |
| Muslimani          | 0              | 2 (0,14%)      | 1 (0,06%)      |
| Jugoslaveni        | 16 (1,22%)     | 54 (3,85%)     | 5 (0,34%)      |
| ostali i nepoznato | 8 (0,61%)      | 45 (3,21%)     | 2 (0,13%)      |
| ukupno             | 1.305          | 1.400          | 1.444          |